# پرسی آستین
پرسی آستین (انگلیسی: Percy Austin؛ ۱ ژوئیه ۱۹۰۳ – ۱۵ اوت ۱۹۶۱) بازیکن فوتبال اهل بریتانیا بود.
از باشگاه‌هایی که در آن بازی کرده‌است می‌توان به باشگاه فوتبال تاتنهام هاتسپر اشاره کرد.